# (541010) 2017 XK63
(541010) 2017 XK63 es un asteroide perteneciente al cinturón exterior de asteroides descubierto el 10 de agosto de 2010 por el equipo del Spacewatch desde el Observatorio Nacional de Kitt Peak, Arizona, Estados Unidos.

## Designación y nombre
Designado provisionalmente como 2017 XK63.

## Características orbitales
2017 XK63 está situado a una distancia media del Sol de 3,368 ua, pudiendo alejarse hasta 3,742 ua y acercarse hasta 2,993 ua. Su excentricidad es 0,111 y la inclinación orbital 8,929 grados. Emplea 2258,05 días en completar una órbita alrededor del Sol.

## Características físicas
La magnitud absoluta de 2017 XK63 es 16. 